# Jane Drew
Joyce Beverly Drew, mais conhecida como Jane Drew DBE (Thornton Heath, 24 de março de 1911 — Barnard Castle, 27 de julho de 1996) foi uma arquiteta e urbanista britânica.
Fez parte do movimento moderno na arquitetura, tendo atuado durante e após a Segunda Guerra Mundial, projetando habitações sociais e públicas na Inglaterra, África Ocidental, Índia e Irã, escrevendo livros sobre o aprendizado que teve com a arquitetura que fez nesses países, como por exemplo as habitações em Chandigarh. Também ajudou a fundar o Instituto de Artes Contemporâneas.
Em seu primeiro escritório, tentava empregar apenas arquitetas num período que a arquitetura era uma profissão dominada por homens. Jane foi a primeira professora titular da Universidade Harvard e do Instituto de Tecnologia de Massachusetts (MIT), a primeira mulher presidente da Architectural Association School of Architecture, a mais antiga escola independente de arquitetura inglesa, e também a primeira mulher a participar do conselho do Royal Institute of British Architects (RIBA).
Depois de se aposentar, viajou e deu palestras no exterior, recebendo vários diplomas honorários.
Foi nomeada Dama-Comendadora da Ordem do Império Britânico no ano novo de 1996, apenas sete meses antes de falecer. Após sua morte, uma premiação com seu nome foi criada para reconhecer aqueles que promovem a inovação, diversidade e inclusão na arquitetura.

## Vida

### Primeiros anos (1911–1928)
Drew nasceu como Iris Estelle Radcliffe Drew em Thornton Heath, Croydon (então parte de Surrey), mas seu nome foi registrado alguns dias depois como Joyce Beverly Drew. Seu pai, Harry Guy Radcliffe Drew, foi designer de instrumentos cirúrgicos e fundador do Instituto Britânico de Técnicos Cirúrgicos: ele era um humanista que "desprezava o lucro e detestava a crueldade". Sua mãe era Emma Spering Jones, professora da escola, que quando Jane tinha apenas quatro anos tornou-se manca pelo resto da vida como resultado de um acidente de trânsito, mas continuou a cuidar bem de suas duas filhas, incentivando-as em suas duas principais interesses que eram a observação da natureza e a apreciação da arte, além de ter um grande senso comercial. Jane tinha uma irmã mais velha, Dorothy Stella Radcliffe Drew (1909–1989), que se tornou médica e aluna de Frederick Matthias Alexander.
Jane Drew foi educada na Woodford School, em East Croydon, depois na Croydon High School, onde se tornou Head Girl (algo como "líder de turma"). Entre suas amigas na Woodford School estavam as atrizes Peggy Ashcroft e Diana Wynyard. Na Croydon High, ela era amiga da artista mural e ilustradora de livros Barbara Jones e da defensora dos direitos das mulheres Beatrice "Nancy" Seear, que mais tarde se tornou a Baronesa Seear.

### Antes da guerra (1929–1939)
Jane Drew estudou na AA, a Architectural Association School of Architecture (1929-1934). Em 1933, casou-se com o arquiteto James Thomas Alliston, que tinha sido aluno da AA. Em 1934, Drew encontrou o primeiro emprego como arquiteta com Joseph Hill (1888-1947), onde também foi apresentada a membros da boemia londrina, que teriam um impacto duradouro em seu trabalho. Depois de fazer parceria com o marido, Alliston, eles venceram uma competição em 1937 por um hospital em Devon. Sua casa e pequeno escritório (Alliston & Drew) ficava na Woburn Square, em Londres, e seu trabalho principal era em Winchester. O casal teve filhas gêmeas, Jennifer Ann Shirley Alliston (1937–1986), que se casou com James Wolf Madge, filho de Charles Madge e Kathleen Raine, e Sarah Jane Georgina "Georgie" Alliston (1937–2011), que se casou com o jornalista Hugh O'Shaughnessy. O casamento de Jane e James acabou em 1939.

### Modernismo

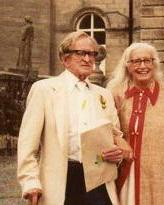
Jane Drew e seu companheiro Maxwell Fry em 1984

Jane Drew logo se envolveu no Movimento Moderno, através do CIAM, o Congresso Internacional da Arquitetura Moderna, e se tornou uma das fundadoras do Movimento Moderno na Grã-Bretanha, com a MARS (Modern Architectural ReSearch), uma subsidiária britânica do CIAM. Era uma associação de arquitetos, pintores e industriais, e seu princípio declarado era o "uso do espaço para a atividade humana em vez da manipulação de convenções estilizadas". Foi através desse grupo que ela conheceu Le Corbusier, Elisabeth Lutyens e Maxwell Fry (um dos co-fundadores do movimento). Jane se casou com Maxwell Fry em 1942, e seu padrinho foi Julian Huxley.

### Segunda Guerra (1939–1945)
A arquitetura da época era uma profissão dominada pelos homens. Quando Jane praticou sozinha nos anos de guerra entre 1939 e 1944, seu escritório foi na King Street, em St. James, Londres. Inicialmente, ela empregou apenas arquitetas, embora mais tarde isso tenha mudado. Seu trabalho incluiu:
- Walton Yacht Works em Walton-on-Thames, em 1940;
- Exposição de planejamento de Cozinhas de 1941 em Dorland Hall, Lower Regent Street, Londres;
- Consultoria para a British Commercial Gas Association 'projetada por mulheres para mulheres' entre 1941 e 1943;
- A exposição "Reconstruindo a Grã-Bretanha" na National Gallery, Londres;
- Um Escritório temporário na Bedford Square após o escritório da King Street ser bombardeado (com Riehm Marcus, Trevor Dannatt, K. Linden e F.I. Marcus) em 1944;
- Assistente de Planejamento do Ministro Residente das Colônias da África Ocidental entre 1944 e 1945.

### Pós-guerra (1946–1959)
Após a guerra, ela fez parceria com Maxwell Fry com o escritório Fry, Drew e Partners, e depois com outros. Desde janeiro de 1946, seu consultório foi Gloucester Place, em Londres, embaixo de seu apartamento e, em 1962, um segundo escritório foi aberto no Albany Terrace. Ela manteve a sociedade na arquitetura com Maxwell Fry até 1977.
- 1946-1950 - Começa a trabalhar como Maxwell Fry and Jane Drew
- 1946-1962 - Jane foi editora-fundadora e editora conjunta (com Trevor Dannatt) do Architects' Year Book, ideia do editor Paul Elek
- 1946 - A exposição Britain Can Make It no Victoria and Albert Museum
- 1948 - Faculdade de Formação de Professores de Mampong e Prempeh College em Kumasi, Gana (com Maxwell Fry)
- 1949 - Edifício do hospital para a Kuwait Oil Company
- 1949 - Harlow New Town, Chantry and Tanys Dell states, Essex: casas geminadas com 3 e 4 quartos e apartamentos de 4 andares (com Maxwell Fry)
- 1950 - Adisadel College e Wesley Girls 'High School em Cape Coast, Gana (com Maxwell Fry)
- 1950 - Passfields Flats, apartamentos em Lewisham, Londres (com Maxwell Fry)
- 1950 - Desenho de interiores para o ICA (Institute of Contemporary Arts) na Dover Street em Londres (com Maxwell Fry e a colaboração de Eduardo Paolozzi, Nigel Henderson, Neil Morris e Terence Conran). Jane desempenhou um papel importante na sua mudança para o Carlton House Terrace em 1964.
- 1951-1958 - Começa a trabalhar como Fry, Drew, Drake and Lasdun (com Lindsay Drake e Denys Lasdun)
- 1951 - Construção de novas escolas, torre de entrada de Waterloo e restaurante Riverside para o Festival da Grã-Bretanha (com Maxwell Fry)

Além desses, também acontecem entre 1951 e 1953 o projeto das residências em Chandigarh, em colaboração com Le Corbusier e seu primo Pierre Jeanneret.

#### Chandigarh e Le Corbusier
Depois de ver os projetos de Jane Drew na África Ocidental, o primeiro-ministro indiano Jawaharlal Nehru pediu a ela e Maxwell Fry para projetar a nova capital da parte indiana do Punjab, Chandigarh. Ela estava fortemente envolvida com o Festival da Grã-Bretanha na época e não tinha certeza de sua capacidade de assumir um papel tão grande no projeto. Drew então acabou convencendo o arquiteto franco-suíço Le Corbusier a se envolver no projeto. Le Corbusier foi responsável pelo plano principal da cidade e pelos principais prédios do governo - como o Supremo Tribunal, a Assembleia, o Secretariado, entre outros. Jane conheceu Le Corbusier antes da guerra no CIAM, e ficou impressionada com a amplitude de seu conhecimento e sua experiência em lidar com os problemas da habitação nos países subdesenvolvidos, com o poder de sua personalidade e com a lucidez de sua lógica.
Trabalhar com uma pessoa de personalidade tão forte se mostrou difícil, e Drew sempre se perguntava se ela havia feito a coisa certa ao convidá-lo. Segundo Drew, apesar de sua grandeza, “ele cometeu muitos erros - assim como qualquer um que tenta algo novo. Entre eles estavam os brises de concreto dos edifícios, que agiam como dissipadores de calor, irradiando calor a noite toda, sem esfriar, antes de reaquecer ao sol no dia seguinte. Outro erro poderia ter sido a separação dos alojamentos dos lojistas das lojas. Com a maior dificuldade, convenci-o a permitir que as pessoas vivessem acima de suas lojas! Apesar de tudo, nos tornamos amigos”.
Drew, Le Corbusier e Maxwell Fry passaram três anos contínuos em Chandigarh. Suas condições de vida eram primitivas e o calor era extremo. Corbusier só saia por 2 meses a cada ano durante o tempo frio.
Jawaharlal Nehru queria que Chandigarh fosse uma cidade-modelo para os milhares de refugiados que chegavam diariamente do Paquistão. Ele não queria seguir as tradições do passado, mas experimentar novas formas de design e planejamento. Como resultado de sua política, Drew, Fry e Le Corbusier puderam integrar escolas, planejamento familiar e clínicas de saúde, piscinas e teatros ao ar livre com as moradias.
Todas as casas tinham instalações sanitárias adequadas e um bom suprimento de água. A moradia mais barata era do tipo terraço, o que permitia aos ocupantes ter salas maiores e mais segurança para o seu dinheiro. Antes de grandes números serem construídos, Drew construiu protótipos de cada tipo de casa diferente, que foram então vividos, criticados e aprimorados. Dessa maneira, ela descobriu como os indianos poderiam experimentar novos tipos de habitação.
Foi fornecido espaço público aberto para todas as moradias, incluindo as de baixa renda. O aluguel das casas foi classificado de modo que não mais que um décimo da renda do morador fosse para o aluguel. A criação de animais (como búfalos e vacas) foi proibida no alojamento, pois esse costume levou a muitas doenças transmitidas por moscas. Os indianos perceberiam que muitas de suas formas tradicionais de moradia eram obsoletas e estavam dispostos a experimentar novas formas de vida. O design de novas formas de habitação afetou o desenho das casas em toda a Índia.

## Outros trabalhos
|                                                                       |  |  |
| Biblioteca Kenneth Onwuka Dike na Universidade de Ibadan, na Nigéria. |  |  |

### Década de 1950
- 1953–1959 - Edifícios em Ibadan, na Nigéria: prédios universitários (com Maxwell Fry), o Banco Cooperativo, e um Salão de Assembléias e maisonettes.
- 1953 - Apartamentos em Whitefoot Lane, Downham Estate, Lewisham, Londres (com Maxwell Fry)
- 1955 - Habitação em Masjed Soleyman (o primeiro local de extração de petróleo no Oriente Médio) para funcionários de uma empresa de petróleo e planejamento de uma nova cidade petrolifera em Gachsaran, sul do Irã
- 1955–1958 - Projeto do Conjunto habitacional Usk Street em Bethnal Green, Londres (em parceiria com Denys Lasdun)
- 1958-1973 - Começa a trabalhar como Fry, Drew and Partners (com Frank Knight e Norman Creamer)
- 1959 - Gulf House para a Gulf Oil, em Londres.

### Década de 1960 e 1970
- 1960 - Lionel Wendt Art Memorial Center, Colombo, Sri Lanka
- 1960 - Casa para os Broadbent em Hyver Hill, Hendon, Londres[4]
- 1962 - Fry, Drew and Partners abre um segundo escritório, em Albany Terrace, Londres
- 1964 - Um Centro de Treinamento em Apowa, Gana
- 1964 - Habitação nas cidades de Hatfield e Welwyn
- 1964 - Sede da Shell em Singapura
- 1964–1966 - Conversão da Carlton House Terrace para o ICA, Londres
- 1965 - Estádio Ahmadu Bello e piscina em Kaduna, Nigéria
- 1965 - Faculdade de Formação de Professores para Mulheres, Kano, Nigéria
- 1965 - Hotel em Colombo, Sri Lanka
- 1967 -  Margaret Pyke Memorial (Centro de Planejamento Familiar), Londres (inaugurada pelo Duque de Edimburgo)
- 1968 -  Hospital Torbay e residência dos enfermeiros, Torquay, Devon
- 1968 -  Escola para Crianças Surdas, Herne Hill, Londres
- 1968 - Assembleia Nacional da Maurícia, Port Louis, (com Maxwell Fry)
- 1968 - Hospital Sir Seewoosagur Ramgoolam, Pamplemousses
- 1969–1977 - Edifícios para a Open University, Milton Keynes, Buckinghamshire
- 1970 - Galeria de Arte no Carlton House Terrace, Londres
- 1973 - Edifício Gestetner, Stirling, Escócia
- 1977 - Instituto de Educação da Maurícia (com Maxwell Fry)
- 1979 - St. Paul's Girls 'School, Londres

### Aposentadoria e morte (1979–1996)

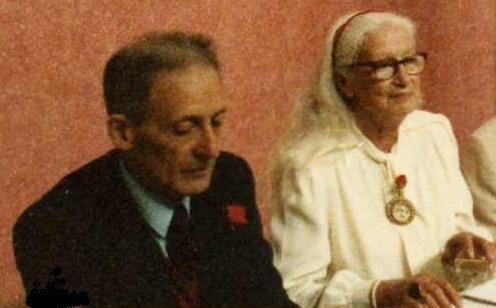
Jean Sabbagh e Jane Drew, 1984

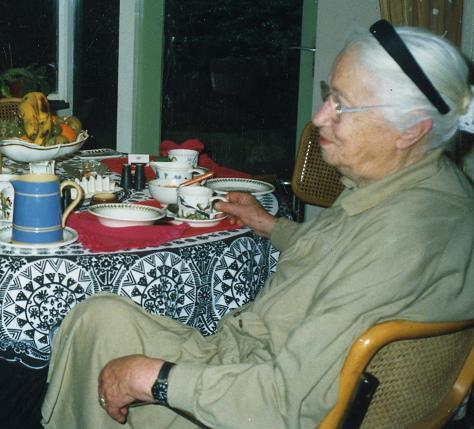
Jane Drew em West Lodge, 1991

Max se aposentou em 1973, mas Jane continuou trabalhando até 1979, quando ambos moravam no retiro rural "The Lake House", em Rowfant, perto de Crawley, em Sussex, onde costumavam socializar com amigos e familiares. Era uma casa grande, à qual haviam acrescentado um estúdio com vista para o lago de pesca, e Jane presidiu muitas festas memoráveis em casa e no jardim. Em 1982, eles decidiram vendê-la e encontrar um lugar mais fácil de gerenciar em sua aposentadoria. Eles estavam com um amigo na vila de Cotherstone, no Condado de Durham, quando souberam que a casa ao lado estava à venda e quase imediatamente a compraram. Então, no Natal de 1982, eles se mudaram para "West Lodge", em Cotherstone. Eles permaneceram ativos, construindo um novo lar, com jardinagem e vida social caseira. Havia um estúdio para Max e a sala de estar era dominada pelo mural de Max do viaduto da River Balder Railway.
Em 1984, Jane deu uma grande festa para o 85º aniversário de Max, no Lartington Hall, nas proximidades: havia mais de 200 convidados - amigos e família. Max Fry morreria três anos depois, em 1987. Antes disso em 1986, Jane recebeu um livro de 150 páginas de gratulari de dezenas de amigos com a inscrição "Jane B. Drew, arquiteta. Um tributo de colegas e amigos por seu 75º aniversário, 24 de março de 1986". O poema introdutório foi de Max.
Jane Drew falece em 1996, de câncer, com 85 anos. Ela foi enterrada perto da Igreja de St. Romald em Romaldkirk.

## Amigos
Entre seus amigos e associados durante a vida estavam os arquitetos Alvar Aalto e Ove Arup; os artistas Delia Tyrwhitt, Eduardo Paolozzi, Marcel Duchamp, Barbara Hepworth, Roland Penrose, Peggy Angus, Ben Nicholson e Lynn Chadwick; os promotores de arte e design Daniel-Henry Kahnweiler e Peter Gregory; o roterista e produtor teatral Benn Levy; o poeta, crítico literario e filósofo Herbert Read; os escritores Richard Hughes and Kathleen Raine; os políticos Jennie Lee, Lord Goodman and Pandit Nehru; a atrizConstance Cummings; e o compositor Elisabeth Lutyens.

## Prêmio Jane Drew
A revista Architects' Journal organiza uma premiação com o nome da arquiteta, que homenageia pessoas que mostram inovação, diversidade e inclusão na arquitetura.